# 박영주 (기업인)
박영주(1941년 1월 29일~2023년 3월 6일)는 이건산업 대표이사 회장인 대한민국의 기업인이다.

## 학력
- 서울대학교 경제학과
- 경기고등학교

## 경력
- 2006~	제7대 한국메세나협의회 회장
- 2006.02~	포스코 이사회 의장
- 2004~	우리은행 사외이사
- 2006.02	포스코 사외이사
- 2002~	태평양 경계협의회 한국위원장
- 2001~	전국경제인연합회 부회장
- 세계임업협회 이사
- 1998~	예술의전당 후원회 부회장
- 1990~2002	한국합판보드협회 회장
- 1995~1997	세계임업협회 회장
- 1994~1996	APEC 자문기구 퍼시픽 비지니스 포럼 한국대표
- 1993.02~	이건산업 대표이사 회장
- 1989~	이건자원개발 대표이사
- 1988~	이건창호시스템 대표이사 회장
- 1978~1993	이건산업 대표이사
- 1975.12	광명목재 대표이사

## 가족 관계
- 배우자: 박인자
  - 아들: 박승준(1967년~)
    - 며느리: 정윤미

  - 딸: 박은정